# Катажинув (Груєцький повіт)
Катажинув (пол. Katarzynów) — село в Польщі, у гміні Блендув Груєцького повіту Мазовецького воєводства.
Населення — 128 осіб (2011).
У 1975-1998 роках село належало до Радомського воєводства.

## Демографія
Демографічна структура станом на 31 березня 2011 року:
|          | Загалом | Допрацездатний вік | Працездатний вік | Постпрацездатний вік |
| -------- | ------- | ------------------ | ---------------- | -------------------- |
| Чоловіки | 63      | 16                 | 39               | 8                    |
| Жінки    | 65      | 13                 | 36               | 16                   |
| Разом    | 128     | 29                 | 75               | 24                   |